# 800 mètres masculin aux Jeux olympiques de 1896 (athlétisme)
Pour un article plus général, voir Athlétisme aux Jeux olympiques de 1896.
Navigation
Paris 1900
L'épreuve du 800 mètres masculin aux Jeux olympiques de 1896 s'est déroulée les 6 et 10 avril 1896 dans le Stade panathénaïque d'Athènes, en Grèce.  Elle est remportée par l'Australien Teddy Flack.

## Participants
Le rapport officiel ne mentionne que les deux premiers coureurs de chaque série et les sources sont parfois contradictoires sur d'éventuels autres participants.
La base de données du CIO en liste 11, dont seulement 5 auraient réellement concouru, mais, comme pour d'autres épreuves de cette olympiade, omet de comptabiliser certains coureurs éliminés en série.
La base de données de référence, olympedia, en liste 15, dont 6 n'auraient pas réellement concouru.
On en arrive donc à une participation réelle de 9 coureurs représentant 6 nations pour cette première édition du 800 m masculin :
- Allemagne (1) : Friedrich Traun
- Australie (1) : Teddy Flack
- France (2) : Albin Lermusiaux et Georges de la Nézière
- Grande-Bretagne (1) :  George Marshall
- Grèce (3) : Angelos Fetsis, Dimitrios Golemis et Dimítrios Tombróf
- Hongrie (1) : Nándor Dáni

Les coureurs inscrits mais qui sont présumés n'avoir pas concouru sont les suivants :
- Allemagne (2) : Kurt Doerry et Fritz Hofmann
- Chili (1) : Luis Subercaseaux[4]
- France (1) : Frantz Reichel
- Hongrie (1) : István Zaborszky
- États-Unis (1) : Thomas Burke

Il s'agit de la seule épreuve d'athlétisme de ces Jeux où les athlètes américains, qui dominèrent l'athlétisme à Athènes, ne sont pas représentés.
Le recordman du monde (non officiel) de la distance, l'américain Charles Kilpatrick, n'est pas présent à Athènes. Le favori est l'australien Teddy Flack, qui vit et s'entraine à Londres, au Royaume-Uni.

## Format de l'épreuve
Les athlètes sont répartis en deux séries de quatre ou cinq coureurs. Les deux premiers coureurs de chaque série sont qualifiés pour la finale.

## Records
Avant cette compétition, le record du monde (non officiel) dans cette discipline était le suivant :
| Record du monde | 1m 53.4 s (non officiel) | Charles Kilpatrick | New York (États-Unis) | 21 septembre 1895 |

Le premier record olympique a été fixé dans cette compétition.
Dans la première série, Teddy Flack a fixé un record olympique inaugural à 2 minutes 10 secondes, lequel ne sera pas battu ensuite pendant ces Jeux.
| Date         | Course  | Athlète     | Temps      | Notes |
| ------------ | ------- | ----------- | ---------- | ----- |
| 6 Avril 1896 | Série 1 | Teddy Flack | 2 m 10.0 s | OR    |

## Médaillés
| Or          | Argent      | Bronze            |
| Teddy Flack | Nándor Dáni | Dimítrios Golémis |

## Résultats

### Séries (6 avril 1896)
Du fait des non partants, seuls quatre coureurs sont présents lors de la première série, et cinq dans la seconde, au lieu de 7 coureurs par série comme initialement envisagé.

#### Série 1
Teddy Flack, le favori de l'épreuve, remporte sa course juste devant Nándor Dáni, et fixe le premier record olympique en 2 minutes et 10 secondes. Friedrich Traun termine à une vingtaine de mètres d'eux.
| Rang | Athlète         | Pays            | Temps        | Notes | Qual. |
| ---- | --------------- | --------------- | ------------ | ----- | ----- |
| 1    | Teddy Flack     | Australie       | 2 min 10 s 0 | OR    | Q     |
| 2    | Nándor Dáni     | Hongrie         | 2 min 10 s 2 |       | Q     |
| 3    | Friedrich Traun | Allemagne       | 2 min 13 s 4 |       |       |
| 4    | George Marshall | Grande-Bretagne | Inconnu      |       |       |
| -    | Thomas Burke    | États-Unis      | DNS          |       |       |
| -    | Fritz Hofmann   | Allemagne       | DNS          |       |       |
| -    | Frantz Reichel  | France          | DNS          |       |       |

#### Série 2
Dans une série composée uniquement de coureurs français et grecs, Albin Lermusiaux, à l'époque l'un des meilleurs coureurs français de demi-fond, remporte sa série devant le local Dimítrios Golémis.
| Rang | Athlète               | Pays      | Temps        | Notes | Qual. |
| ---- | --------------------- | --------- | ------------ | ----- | ----- |
| 1    | Albin Lermusiaux      | France    | 2 min 16 s 6 |       | Q     |
| 2    | Dimítrios Golémis     | Grèce     | 2 min 16 s 8 |       | Q     |
| 3    | Georges de La Nézière | France    | Inconnu      |       |       |
| 4–5  | Ángelos Fétsis        | Grèce     | Inconnu      |       |       |
| 4–5  | Dimítrios Tombróf     | Grèce     | Inconnu      |       |       |
| -    | Kurt Doerry           | Allemagne | DNS          |       |       |
| -    | Luis Subercaseaux     | Chili     | DNS          |       |       |

### Finale (9 avril 1896)
Albin Lermusiaux déclare forfait, probablement pour se préserver pour l'épreuve du marathon qui a lieu le lendemain. Il ne reste donc que trois coureurs pour disputer la finale. Comme dans la première série, Teddy Flack domine de peu Nándor Dáni, terminant avec environ cinq mètres d'avance. Dimítrios Golémis se contente de la troisième place à une centaine de mètres du vainqueur. 
| Rang                                | Athlète           | Pays      | Temps        | Notes |
| ----------------------------------- | ----------------- | --------- | ------------ | ----- |
| Médaille d'or, Jeux olympiques      | Teddy Flack       | Australie | 2 min 11 s 0 |       |
| Médaille d'argent, Jeux olympiques  | Nándor Dáni       | Hongrie   | 2 min 11 s 8 |       |
| Médaille de bronze, Jeux olympiques | Dimítrios Golémis | Grèce     | 2 min 28 s 0 |       |
| –                                   | Albin Lermusiaux  | France    | DNS          |       |